# Кызылжар (Шымкент)
Кызылжар (каз. Қызылжар, до 1999 г. — Коммунизм) — упразднённое село в подчинении городской администрации Шымкента (до 2000-х годов входило в состав Сайрамского района) Туркестанской области Казахстана. Административный центр Кызылжарского сельского округа. В 2004 году включено в состав города Шымкент и исключено из учётных данных.

## Население
По переписи 1989 года в селе проживало 6546 человек, из которых 65% составляли узбеки. В 1999 году население села составляло 7649 человек (3820 мужчин и 3829 женщин).